# Baby Looney Tunes
Baby Looney Tunes ist eine US-amerikanische Zeichentrickserie von Warner Bros. Entertainment, die vom 7. September 2002 bis 2005  auf The WB und Cartoon Network erstausgestrahlt wurde. Sie dreht sich um die Baby-Versionen der Looney-Tunes-Figuren. Bereits als Babys stellen sie viel Unsinn an, erleben viele Abenteuer und lernen neues dazu. Oma Granny kümmert sich um sie als Babysittern und erklärt ihnen liebevoll die Welt. Die Musik wurde von Steven Bernstein und Julie Bernstein komponiert.
Im deutschsprachigen Raum wurde die erste Staffel erstmals vom 5. Oktober bis zum 13. November 2005 auf KiKA ausgestrahlt. Die Premiere der zweiten Staffel fand vom 7. bis zum 19. September 2008 auf demselben Sender statt. Weitere Ausstrahlungen erfolgten auf Boomerang. Sie ist außerdem beim Video-on-Demand-Anbieter Amazon Prime verfügbar und in 3 Volumes auf DVD veröffentlicht. Zudem haben die Charaktere Baby Bugs, Baby Tweety, Baby Sylvester und Baby Taz eine eigene DVD gewidmet bekommen. Die Doppelfolge Ein Ei-genartiges Abenteuer erschien ursprünglich unter dem Titel Baby Looney Tunes – Ein Ei-genartiges Abenteuer als Direct-to-Videofilm, der auf VHS und DVD veröffentlicht wurde. Zu der Serie erschienen außerdem mehrere Bücher.

## Figuren
| Figur           | Originalsprecher  | Deutscher Sprecher |
| --------------- | ----------------- | ------------------ |
| Baby Bugs Bunny | Sam Vincent       | Sven Plate         |
| Baby Daffy Duck | Sam Vincent       | Gerald Schaale     |
| Baby Tweety     | Sam Vincent       |                    |
| Baby Sylvester  | Terry Klassen     | Michael Pan        |
| Baby Taz        | Ian James Corlett | Dirk Petrick       |
| Baby Lola Bunny | Britt McKillip    | Ilona Otto         |
| Baby Mellissa   | Janyse Jaud       |                    |
| Baby Petunia    | Chiara Zanni      |                    |
| Granny          | June Foray        | Luise Lunow        |
| Floyd Minton    | Brian Drummond    | Marius Clarén      |

- Baby Bugs: Er gilt als das älteste der Babys, was ihn zum offiziellen Anführer der Gruppe macht. Seine Führung jedoch neigt dazu, Spannungen zu verursachen, besonders mit Lola und Daffy.

- Baby Daffy: Er ist nach Bugs Zweiter in der Führung. Oft will er  seinen persönlichen Vorteil durchsetzen. Wenn er nicht bekommt, was er will, glaubt er, dass er unfair behandelt wird, ohne die Dinge zu hinterfragen, die den anderen zugefügt werden.

- Baby Tweety: Ist der Jüngste und der Kleinste der Bande. Er wird als der Brainstormer dargestellt, weil er viele Ideen hat. Er ist sehr sensibel in Bezug auf seinen kleinen Körper und neugierig auf das, was ihm begegnet.

- Baby Sylvester: Ist das größte Baby (ohne Bugs und Lolas Ohren). Manchmal ist er schüchtern und ängstlich. Er ist für Daffy ein leichtes Ziel, mit dem er hantieren und handeln kann. Er wird selten mit seinen Krallen gesehen. Er mag die Aufmerksamkeit von Oma mehr als die anderen. Sylvester hat Angst vor Blitzen und er hasst Gurken.

- Baby Taz: So sehr Taz sich auch gut benimmt, verwechselt er trotzdem oft verschiedene Gegenstände mit Essen und sorgt somit für Probleme. Er hat ein Gefühl von Spaß, das alle anderen übertrifft. Er ist auch ein Frecher und er weint oft, wenn etwas schiefgeht oder wenn es nicht so läuft, wie er es möchte.

- Baby Lola: Manchmal übernimmt sie die Verantwortung. Ihre Unabhängigkeit ist größer als die der anderen und sie hat mehr jungenhafte Tendenzen als die anderen Mädchen.

- Baby Melissa: Sie bleibt oft bei Petunia. Sie hat eine sehr praktische und kreative Art sowie eine freundliche Persönlichkeit. Allerdings wird sie manchmal zu einem Kontrollfreak und geht den anderen damit auf die Nerven.

- Baby Petunia: Sie hält sich oft an Melissa. Sie ist intelligenter als die anderen Babys, lernt schnell dazu und ist sehr neugierig.

- Granny (Oma): Sie sorgt und kümmert sich um die Babys und gibt ihnen Liebe. Als einzige Erwachsene in ihrem Leben sind die Babys fasziniert und inspiriert von ihrer Intelligenz, Weisheit und Fähigkeit, Probleme zu überwinden, wenn sie mit Leichtigkeit auftreten.

- Floyd Minton: Ist der Neffe der Oma. Manchmal ist er überwältigt von der Verantwortung, die er für die Babys übernimmt, bleibt aber dennoch entschlossen und will die Oma niemals im Stich lassen. Er ist erst ab der zweiten Staffel mit dabei und behält oft eines der einzelnen Babys im Auge.

- Weitere: Zudem erschienen, meist nur während der Lied-Sequenzen, auch Baby-Versionen von Elmer Fudd, Schweinchen Dick, Marvin der Marsmensch, Pepé le Pew, Foghorn Leghorn, Yosemite Sam, Road Runner und Wile E. Coyote.

## Episodenliste
| Nr. (gesamt) | Nr. (Staffel) | Teil | Deutscher Titel                                   | Deutschsprachige Premiere | Originaltitel                                      | Premiere           |
| ------------ | ------------- | ---- | ------------------------------------------------- | ------------------------- | -------------------------------------------------- | ------------------ |
| 1            | 01            | a    | Nicht weinen, Taz                                 | 5. Oktober 2005           | Taz In Toyland                                     | 7. September 2002  |
| 1            | 01            | b    | Bühne frei (Lied)                                 | 5. Oktober 2005           | Born To Sing (song)                                | 7. September 2002  |
| 1            | 01            | c    | Tweety weiss von Nichts                           | 5. Oktober 2005           | A Secret Tweet                                     | 7. September 2002  |
| 2            | 02            | a    | Die Katze lässt das Schmusen nicht                | 6. Oktober 2005           | Comfort Level                                      | 14. September 2002 |
| 2            | 02            | b    | Der Baby-Looney-Tunes-Stern (Lied)                | 6. Oktober 2005           | Twinkle Baby Looney Star (song)                    | 14. September 2002 |
| 2            | 02            | c    | Daffy geht baden                                  | 6. Oktober 2005           | Like A Duck To Water                               | 14. September 2002 |
| 3            | 03            | a    | Gelernt ist gelernt                               | 7. Oktober 2005           | School Daze                                        | 18. September 2002 |
| 3            | 03            | b    | Mary hat ein Entenkind (Lied)                     | 7. Oktober 2005           | Mary Had A Baby Duck (song)                        | 18. September 2002 |
| 3            | 03            | c    | Big Boss Bugs                                     | 7. Oktober 2005           | Things That Go Bugs In The Night                   | 18. September 2002 |
| 4            | 04            | a    | Das unheimliche Keksmonster                       | 8. Oktober 2005           | Creature From The Chocolate Chip                   | 19. September 2002 |
| 4            | 04            | b    | Das Looney-Tunes-Rätsel (Lied)                    | 8. Oktober 2005           | The Looney Riddle (song)                           | 19. September 2002 |
| 4            | 04            | c    | Die Renn-Piraten-Haus-Rakete                      | 8. Oktober 2005           | Card Bored Box                                     | 19. September 2002 |
| 5            | 05            | a    | Wem die Stunde schlägt                            | 9. Oktober 2005           | Time And Time Again                                | 20. September 2002 |
| 5            | 05            | b    | Hängt die Zunge Dir raus (Lied)                   | 9. Oktober 2005           | Does Your Tongue Hang Low (song)                   | 20. September 2002 |
| 5            | 05            | c    | Gewinnen ist nicht alles                          | 9. Oktober 2005           | May The Best Taz Win                               | 20. September 2002 |
| 6            | 06            | a    | Meins!                                            | 10. Oktober 2005          | Mine!                                              | 23. September 2002 |
| 6            | 06            | b    | –                                                 | 10. Oktober 2005          | Over The Burrow (song)                             | 23. September 2002 |
| 6            | 06            | c    | Sylvester der Quälgeist                           | 10. Oktober 2005          | Sylvester The Pester                               | 23. September 2002 |
| 7            | 07            | a    | Gemeinsam sind wir stark                          | 11. Oktober 2005          | Cat-Taz-Trophy                                     | 24. September 2002 |
| 7            | 07            | b    | –                                                 | 11. Oktober 2005          | If You’re Looney (song)                            | 24. September 2002 |
| 7            | 07            | c    | Wer hat Angst vorm schwarzen Entchen?             | 11. Oktober 2005          | Duck! Monster! Duck!                               | 24. September 2002 |
| 8            | 08            | a    | Der tapfere kleine Tweety                         | 12. Oktober 2005          | The Brave Little Tweety                            | 25. September 2002 |
| 8            | 08            | b    | Jemand redet mit den Tieren (Lied)                | 12. Oktober 2005          | Foghorn’s Talkin’ In The Barnyard (song)           | 25. September 2002 |
| 8            | 08            | c    | Die Pfützen-Olympiade                             | 12. Oktober 2005          | The Puddle Olympics                                | 25. September 2002 |
| 9            | 09            | a    | Lolas leuchtendes Vorbild                         | 13. Oktober 2005          | A Lot Like Lola                                    | 26. September 2002 |
| 9            | 09            | b    | –                                                 | 13. Oktober 2005          | Baby Elmer Had A Friend (song)                     | 26. September 2002 |
| 9            | 09            | c    | Muttertags-Karten-Chaos                           | 13. Oktober 2005          | Mother’s Day Madness                               | 26. September 2002 |
| 10           | 10            | a    | Gelegenheit macht Diebe                           | 14. Oktober 2005          | Takers Keepers                                     | 27. September 2002 |
| 10           | 10            | b    | –                                                 | 14. Oktober 2005          | D-A-F-F-Y (song)                                   | 27. September 2002 |
| 10           | 10            | c    | Feder um Feder, Zahn um Zahn                      | 14. Oktober 2005          | To Tell The Tooth                                  | 27. September 2002 |
| 11           | 11            | a    | Ausgedreht                                        | 15. Oktober 2005          | Spinout                                            | 30. September 2002 |
| 11           | 11            | b    | –                                                 | 15. Oktober 2005          | Taz’s Fridge (song)                                | 30. September 2002 |
| 11           | 11            | c    | Wie Schnee in der Sonne                           | 15. Oktober 2005          | Snow Day                                           | 30. September 2002 |
| 12           | 12            | a    | Schattenspiele                                    | 16. Oktober 2005          | Shadow Of A Doubt                                  | 1. Oktober 2002    |
| 12           | 12            | b    | –                                                 | 16. Oktober 2005          | John Jacob Jongle Elmer Fudd (song)                | 1. Oktober 2002    |
| 12           | 12            | c    | Weihnachten im Juli                               | 16. Oktober 2005          | Christmas In July                                  | 1. Oktober 2002    |
| 13           | 13            | a    | Bernd Bunny                                       | 17. Oktober 2005          | Bruce Bunny                                        | 2. Oktober 2002    |
| 13           | 13            | b    | Baby Bunny (Lied)                                 | 17. Oktober 2005          | Baby Bunny (song)                                  | 2. Oktober 2002    |
| 13           | 13            | c    | Club Daffy                                        | 17. Oktober 2005          | Leader Of The Pack                                 | 2. Oktober 2002    |
| 14           | 14            | a    | Sag mir, wo die Blumen sind                       | 18. Oktober 2005          | Flower Power                                       | 3. Oktober 2002    |
| 14           | 14            | b    | Der Looney-Tunes-Zoo (Lied)                       | 18. Oktober 2005          | Looney Tunes Zoo (song)                            | 3. Oktober 2002    |
| 14           | 14            | c    | Sylvesters großes Donnerwetter                    | 18. Oktober 2005          | Lightning Bugs Sylvester                           | 3. Oktober 2002    |
| 15           | 15            | a    | Die Höhle des Monster-Strudelbecken-Wassergeistes | 19. Oktober 2005          | Flush Hour                                         | 4. Oktober 2002    |
| 15           | 15            | b    | Tatze und Schnabel (Lied)                         | 19. Oktober 2005          | Paws And Feathers (song)                           | 4. Oktober 2002    |
| 15           | 15            | c    | Kinderfernsehen                                   | 19. Oktober 2005          | I Strain                                           | 4. Oktober 2002    |
| 16           | 16            | a    | Das Sandmännchen ist da                           | 20. Oktober 2005          | The Sandman Is Coming                              | 7. Oktober 2002    |
| 16           | 16            | b    | 10 kleine Looney Tunes (Lied)                     | 20. Oktober 2005          | Ten Loonies In A Bed (song)                        | 7. Oktober 2002    |
| 16           | 16            | c    | Das coolste Kind der Gegend                       | 20. Oktober 2005          | Some Assembly Required                             | 7. Oktober 2002    |
| 17           | 17            | a    | Taz geht baden                                    | 21. Oktober 2005          | All Washed Up                                      | 8. Oktober 2002    |
| 17           | 17            | b    | Mein Bunny liegt weit in der Ferne (Lied)         | 21. Oktober 2005          | My Bunny Lies Over The Ocean (song)                | 8. Oktober 2002    |
| 17           | 17            | c    | Hab ich nicht! Hast Du doch!                      | 21. Oktober 2005          | Did Not! Did Too!                                  | 8. Oktober 2002    |
| 18           | 18            | a    | Basketball und Kaffeekränzchen                    | 22. Oktober 2005          | Tea And Basketball                                 | 9. Oktober 2002    |
| 18           | 18            | b    | Seht Ihr den Käfig (Lied)                         | 22. Oktober 2005          | Down By The Cage (song)                            | 9. Oktober 2002    |
| 18           | 18            | c    | Taz der Tollpatsch                                | 22. Oktober 2005          | Taz You Like It                                    | 9. Oktober 2002    |
| 19           | 19            | a    | Wir machen Musik                                  | 23. Oktober 2005          | Band Together                                      | 10. Oktober 2002   |
| 19           | 19            | b    | Wo ist nur mein Marsianer hin (Lied)              | 23. Oktober 2005          | Oh Where, Oh Where Has My Baby Martian Gone (song) | 10. Oktober 2002   |
| 19           | 19            | c    | Freundschaft auf den zweiten Blick                | 23. Oktober 2005          | War Of The Weirds                                  | 10. Oktober 2002   |
| 20           | 20            | a    | Es ist noch kein Hase vom Himmel gefallen         | 24. Oktober 2005          | The Harder They Fall                               | 11. Oktober 2002   |
| 20           | 20            | b    | Der Hase spielt am Brunnen (Lied)                 | 24. Oktober 2005          | The Hare Hid Under The Fountain (song)             | 11. Oktober 2002   |
| 20           | 20            | c    | Geschäft ist Geschäft                             | 24. Oktober 2005          | Business As Unusual                                | 11. Oktober 2002   |
| 21           | 21            | a    | Mr. McStuffles                                    | 25. Oktober 2005          | Mr. McStuffles                                     | 14. Oktober 2002   |
| 21           | 21            | b    | Der Baby-Looney-Tunes-Stern (Lied)                | 25. Oktober 2005          | Twinkle Baby Looney Star (song)                    | 14. Oktober 2002   |
| 21           | 21            | c    | Fantasie auf Reisen                               | 25. Oktober 2005          | Picture This!                                      | 14. Oktober 2002   |
| 22           | 22            | a    | Lolas Locke                                       | 26. Oktober 2005          | Hair Cut-Ups                                       | 15. Oktober 2002   |
| 22           | 22            | b    | Hängt die Zunge Dir raus (Lied)                   | 26. Oktober 2005          | Does Your Tongue Hang Low (song)                   | 15. Oktober 2002   |
| 22           | 22            | c    | Daffy kehrt alles unter den Teppich               | 26. Oktober 2005          | A Clean Sweep                                      | 15. Oktober 2002   |
| 23           | 23            | a    | Daffy war es!                                     | 27. Oktober 2005          | Daffy Did It!                                      | 16. Oktober 2002   |
| 23           | 23            | b    | Jemand redet mit den Tieren (Lied)                | 27. Oktober 2005          | Foghorn’s Talkin’ In The Barnyard (song)           | 16. Oktober 2002   |
| 23           | 23            | c    | Das Schwein, das Wolf rief                        | 27. Oktober 2005          | The Pig Who Cried Woof                             | 16. Oktober 2002   |
| 24           | 24            | a    | Das süßeste Kätzchen der Stadt                    | 28. Oktober 2005          | New Cat In Town                                    | 17. Oktober 2002   |
| 24           | 24            | b    | Baby Bunny (Lied)                                 | 28. Oktober 2005          | Baby Bunny (song)                                  | 17. Oktober 2002   |
| 24           | 24            | c    | Der Zauber des Frühlings                          | 28. Oktober 2005          | The Magic Of Spring                                | 17. Oktober 2002   |
| 25           | 25            | a    | Wer hat das gesagt?                               | 29. Oktober 2005          | Who Said That?                                     | 18. Oktober 2002   |
| 25           | 25            | b    | Tatze und Schnabel (Lied)                         | 29. Oktober 2005          | Paws And Feathers (song)                           | 18. Oktober 2002   |
| 25           | 25            | c    | Sollen sie doch Kuchen backen                     | 29. Oktober 2005          | Let Them Make Cake                                 | 18. Oktober 2002   |
| 26           | 26            | a    | Ruf mal wieder an!                                | 30. Oktober 2005          | For Whom The Toll Calls                            | 28. Oktober 2002   |
| 26           | 26            | b    | –                                                 | 30. Oktober 2005          | John Jacob Jongle Elmer Fudd (song)                | 28. Oktober 2002   |
| 26           | 26            | c    | Das große Füttern                                 | 30. Oktober 2005          | Cereal Boxing                                      | 28. Oktober 2002   |
| 27           | 27            | a    | Manierliche Manieren                              | 31. Oktober 2005          | Mind Your Manners                                  | 29. Oktober 2002   |
| 27           | 27            | b    | Seht Ihr den Käfig (Lied)                         | 31. Oktober 2005          | Down By The Cage (song)                            | 29. Oktober 2002   |
| 27           | 27            | c    | Petunia, das Sparschweinchen                      | 31. Oktober 2005          | Petunia The Piggy Bank                             | 29. Oktober 2002   |
| 28           | 28            | a    | Petunias größtes Talent                           | 1. November 2005          | A Pastime For Petunia                              | 18. November 2002  |
| 28           | 28            | b    | Der Looney-Tunes-Zoo (Lied)                       | 1. November 2005          | Looney Tunes Zoo (song)                            | 18. November 2002  |
| 28           | 28            | c    | Eingeschnappte Leberwurst                         | 1. November 2005          | Pouting Match                                      | 18. November 2002  |
| 29           | 29            | a    | Melissa – die Quakente                            | 2. November 2005          | Wise Quacker                                       | 19. November 2002  |
| 29           | 29            | b    | –                                                 | 2. November 2005          | D-A-F-F-Y (song)                                   | 19. November 2002  |
| 29           | 29            | c    | Deins, meins und meins, meins, meins              | 2. November 2005          | Yours, Mine…And Mine Mine Mine!                    | 19. November 2002  |
| 30           | 30            | a    | Leben ist Veränderung                             | 3. November 2005          | Loose Change                                       | 20. November 2002  |
| 30           | 30            | b    | Wo ist nur mein Marsianer hin (Lied)              | 3. November 2005          | Oh Where, Oh Where Has My Baby Martian Gone (song) | 20. November 2002  |
| 30           | 30            | c    | Benimm dich deinem Alter entsprechend             | 3. November 2005          | Act Your Age                                       | 20. November 2002  |
| 31           | 31            | a    | Wer ist eure Granny?                              | 4. November 2005          | Who’s Your Granny?                                 | 21. November 2002  |
| 31           | 31            | b    | –                                                 | 4. November 2005          | If You’re Looney (song)                            | 21. November 2002  |
| 31           | 31            | c    | Die Petze                                         | 4. November 2005          | The Tattletale                                     | 21. November 2002  |
| 32           | 32            | a    | Ein Spass auf eure Kosten                         | 5. November 2005          | The Yolk’s On You                                  | 22. November 2002  |
| 32           | 32            | b    | –                                                 | 5. November 2005          | Baby Elmer Had A Friend (song)                     | 22. November 2002  |
| 32           | 32            | c    | Raupen, Monster, Mutationen                       | 5. November 2005          | Baby-Gate                                          | 22. November 2002  |
| 33           | 33            | a    | Sag niemals nie                                   | 6. November 2005          | Never Say Try                                      | 9. Dezember 2002   |
| 33           | 33            | b    | –                                                 | 6. November 2005          | Taz’s Fridge (song)                                | 9. Dezember 2002   |
| 33           | 33            | c    | Ente gut, alles gut                               | 6. November 2005          | Pair O’ Dice Lost                                  | 9. Dezember 2002   |
| 34           | 34            | a    | Melissa, die Heldin                               | 7. November 2005          | Melissa The Hero                                   | 16. Dezember 2002  |
| 34           | 34            | b    | Mein Bunny liegt weit in der Ferne (Lied)         | 7. November 2005          | My Bunny Lies Over The Ocean (song)                | 16. Dezember 2002  |
| 34           | 34            | c    | Immer Ärger mit Larry                             | 7. November 2005          | The Trouble With Larry                             | 16. Dezember 2002  |
| 35           | 35            | a    | Der kleinste Tweety                               | 8. November 2005          | The Littlest Tweety                                | 23. Dezember 2002  |
| 35           | 35            | b    | –                                                 | 8. November 2005          | Over The Burrow (song)                             | 23. Dezember 2002  |
| 35           | 35            | c    | Vertrauen ist gut, Kontrolle ist besser           | 8. November 2005          | In Bugs We Trust                                   | 23. Dezember 2002  |
| 36           | 36            | a    | Der geschniegelte Kater                           | 9. November 2005          | Cool For Cats                                      | 26. Dezember 2002  |
| 36           | 36            | b    | 10 kleine Looney Tunes (Lied)                     | 9. November 2005          | Ten Loonies In A Bed (song)                        | 26. Dezember 2002  |
| 36           | 36            | c    | Auszeit                                           | 9. November 2005          | Time Out!                                          | 26. Dezember 2002  |
| 37           | 37            | a    | Geschenk für Granny                               | 10. November 2005         | Present Tense                                      | 30. Dezember 2002  |
| 37           | 37            | b    | Der Hase spielt am Brunnen (Lied)                 | 10. November 2005         | The Hare Hid Under The Fountain (song)             | 30. Dezember 2002  |
| 37           | 37            | c    | Dreckschweinchen und Waschbären                   | 10. November 2005         | The Neat And The Sloppy                            | 30. Dezember 2002  |
| 38           | 38            | a    | Erinnerungsfotos                                  | 11. November 2005         | Tell-A-Photo                                       | 31. Dezember 2002  |
| 38           | 38            | b    | Bühne frei (Lied)                                 | 11. November 2005         | Born To Sing (song)                                | 31. Dezember 2002  |
| 38           | 38            | c    | Umziehen und anziehen                             | 11. November 2005         | Move It!                                           | 31. Dezember 2002  |
| 39           | 39            |      | Ein Ei-genartiges Abenteuer – Teil 1              | 12. November 2005         | Baby Looney Tunes’ Eggs-traordinary Movie, Part 1  | 11.2.2004          |
| 40           | 40            |      | Ein Ei-genartiges Abenteuer – Teil 2              | 13. November 2005         | Baby Looney Tunes’ Eggs-traordinary Movie, Part 2  | 11.2.2004          |

1. ↑  Die Doppelfolge Ein Ei-genartiges Abenteuer besteht aus Teilen des Direct-to-Videofilms Baby Looney Tunes – Ein Ei-genartiges Abenteuer. Enthalten sind auch die beiden Lieder Mary hat ein Entenkind (Teil 1) und Das Looney-Tunes-Rätsel (Teil 2).

| Nr. (gesamt) | Nr. (Staffel) | Teil | Deutscher Titel                                  | Deutschsprachige Premiere | Originaltitel                              | Premiere       |
| ------------ | ------------- | ---- | ------------------------------------------------ | ------------------------- | ------------------------------------------ | -------------- |
| 41           | 01            | a    | Diese kleinen Schweinchen gingen zum Supermarkt  | 7. September 2008         | These Little Piggies Went To Market        | 4. April 2005  |
| 41           | 01            | b    | Jetzt siehst du ihn, jetzt nicht                 | 7. September 2008         | Now Museum, Now You Dont                   | 4. April 2005  |
| 42           | 02            | a    | Das Baseballspiel                                | 8. September 2008         | Take Us Out To The Ballgame                | 5. April 2005  |
| 42           | 02            | b    | Tweety gewinnt für alle                          | 8. September 2008         | Clues Encounters Of The Tweety Kind        | 5. April 2005  |
| 43           | 03            | a    | Ein Rüpel für Bugs                               | 9. September 2008         | A Bully For Bugs                           | 6. April 2005  |
| 43           | 03            | b    | Der Fahrraddeal                                  | 9. September 2008         | The Wheel Deal                             | 6. April 2005  |
| 44           | 04            | a    | Eine Seefahrt, die ist lustig                    | 10. September 2008        | Oh, Brother, Warehouse Art Thou?           | 7. April 2005  |
| 44           | 04            | b    | Die Grippeschutzimpfung                          | 10. September 2008        | Flu The Coop                               | 7. April 2005  |
| 45           | 05            | a    | Bugs will zum Mond                               | 11. September 2008        | Blast Off Bugs                             | 8. April 2005  |
| 45           | 05            | b    | Das Hamsterbaby                                  | 11. September 2008        | Baby Brouhaha                              | 8. April 2005  |
| 46           | 06            | a    | Ein Wochenende im 18. Jahrhundert                | 12. September 2008        | Log Cabin Fever                            | 11. April 2005 |
| 46           | 06            | b    | Halloween                                        | 12. September 2008        | A Mid-Autumn Night’s Scream                | 11. April 2005 |
| 47           | 07            | a    | Sind wir bald da?                                | 13. September 2008        | Are We There Yet                           | 12. April 2005 |
| 47           | 07            | b    | Rettet unsere Zimtschnecke                       | 13. September 2008        | Save Our Cinnamon                          | 12. April 2005 |
| 48           | 08            | a    | Licht! Kamera! Tweety!                           | 14. September 2008        | Lights! Camera! Tweety!                    | 13. April 2005 |
| 48           | 08            | b    | Backstage Bugs                                   | 14. September 2008        | Backstage Bugs                             | 13. April 2005 |
| 49           | 09            | a    | Mach es wie Petunia                              | 15. September 2008        | Bend It Like Petunia                       | 14. April 2005 |
| 49           | 09            | b    | He’ll Be Zoomin’ Round the Mountain (song)       | 15. September 2008        | He’ll Be Zoomin’ Round The Mountain (song) | 14. April 2005 |
| 49           | 09            | c    | Kikeriki, tu es!                                 | 15. September 2008        | Cock-A-Doodle-Doo-It!                      | 14. April 2005 |
| 50           | 10            | a    | Falsch!                                          | 16. September 2008        | Wrong!                                     | 15. April 2005 |
| 50           | 10            | b    | Gewinnen, verlieren oder Daffy                   | 16. September 2008        | Win, Lose Or Daffy                         | 15. April 2005 |
| 51           | 11            | a    | Eine Schildkröte namens Myrtle                   | 17. September 2008        | A Turtle Named Myrtle                      | 18. April 2005 |
| 51           | 11            | b    | Oh My Darling Coyote (song)                      | 17. September 2008        | Oh My Darling Coyote (song)                | 18. April 2005 |
| 51           | 11            | c    | Es gibt doch nichts schöneres als ein gutes Buch | 17. September 2008        | There’s Nothing Like A Good Book           | 18. April 2005 |
| 52           | 12            | a    | Die verschwundene Puppe                          | 18. September 2008        | The Dolly Vanishes                         | 19. April 2005 |
| 52           | 12            | b    | Das Porträt                                      | 18. September 2008        | Duck’s Reflucks                            | 19. April 2005 |
| 52           | 12            | c    | Vive Le Pew, Le Skunk (song)                     | 18. September 2008        | Pepe Le Pew The Skunk (song)               | 19. April 2005 |
| 53           | 13            | a    | Das Zitronenbäumchen                             | 19. September 2008        | Stop And Smell Up The Flowers              | 20. April 2005 |
| 53           | 13            | b    | Spaß auf der Feuerwache                          | 19. September 2008        | Firehouse Frolics                          | 20. April 2005 |